# I Mean (EP)
I Mean là EP thứ bảy của nhóm nhạc nam Hàn Quốc BTOB. Album được phát hành vào ngày 12 tháng 10 năm 2015 cùng với ca khúc chủ đề "Way Back Home". EP gồm 6 bài hát. Album này đánh dấu cho khả năng thanh nhạc của nhóm đồng thời cũng đưa nhóm trở nên thành công với việc giành chiến thắng đầu tiên trên chương trình ca nhạc hàng tuần.

## Phát hành
Tháng 9, 2015, BTOB thông báo kế hoạch trở lại của nhóm vào tháng 10 cùng với một bài hát ballad. Nhóm đã phát hành album cùng ca khúc "Way Back Home" dưới phiên bản một mini-drama với vai chính là thành viên của nhóm Ilhoon.

## Quảng bá
BTOB bắt đầu kế hoạch quảng bá cho album trên tập 163 của chương trình Show Champion, nhóm đã trình diễn hai ca khúc "Heart Attack" và "Way Back Home". Trong một số chương trình, thành viên Sungjae vì bận quay phim truyền hình nên đã không thể cùng trình diễn, các phần hát của cậu đã được các thành viên khác đảm nhiệm. Nhóm kết thúc kế hoạch quảng bá trên chương trình Inkigayo sau 5 tuần.

## Danh sách bài hát
※ In đậm là bài hát chủ đề.
| STT              | Nhan đề                                      | Phổ lời                                                       | Phổ nhạc                                                                  | Arrangement               | Thời lượng |
| ---------------- | -------------------------------------------- | ------------------------------------------------------------- | ------------------------------------------------------------------------- | ------------------------- | ---------- |
| 1.               | "Last Day"                                   | Lee Chang-sub, Seo Jae-woo                                    | Seo Jae-woo, Jussifer, Davion Farris of The Pensouls, Joe J. Lee "Kairos" | Seo Jae-woo               | 3:38       |
| 2.               | "집으로 가는 길" (Way Back Home)             | Son Yeong-jin, Jo Sung-ho                                     | Son Yeong-jin, Jo Sung-ho                                                 | Son Yeong-jin, Jo Sung-ho | 4:01       |
| 3.               | "심장어택" (Heart Attack)                    | Seo Jae-woo, Song Yong-bae, Lee Minhyuk, Jung Il-hoon, Peniel | Seo Jae-woo, Song Yong-bae                                                | Seo Jaewoo                | 4:05       |
| 4.               | "Neverland" (feat. G.NA)                     | Jung Ilhoon, Lee Minhyuk, Peniel                              | Jung Ilhoon                                                               | Jung Ilhoon               | 3:44       |
| 5.               | "나 빼고 다 늑대" (All Are Wolves Except Me) | Seo Jaewoo, Jung Il-hoon, Lee Minhyuk                         | Seo Jaewoo, Jung Il-hoon                                                  | Seo Jaewoo                | 3:50       |
| 6.               | "여기 있을게" (I'll Be Here)                 | Im Hyunsik, EDEN                                              | Im Hyunsik, EDEN                                                          | Megatone                  | 4:42       |
| Tổng thời lượng: | Tổng thời lượng:                             | Tổng thời lượng:                                              | Tổng thời lượng:                                                          | Tổng thời lượng:          | 23:59      |

## Xếp hạng
| Bảng xếp hạng            | Vị trí cao nhất |
| ------------------------ | --------------- |
| Gaon Weekly album chart  | 2               |
| Gaon Monthly album chart | 8               |
| Gaon Yearly album chart  | 54              |

### Doanh số và chứng nhận
| Nhà cung cấp          | Số lượng |
| --------------------- | -------- |
| Gaon physical sales   | 46.144+  |
| Oricon physical sales |          |

## Lịch sử phát hành
| Quốc gia | Ngày                 | Định dạng       | Nhãn đĩa                                 |
| -------- | -------------------- | --------------- | ---------------------------------------- |
| Hàn Quốc | 12 tháng 10 năm 2015 | Tải nhạc số, CD | Cube Entertainment Universal Music Group |